# Star Club West
Star Club West is een Belgische band die werd opgericht omstreeks het jaar 2000. De band speelt speelt indierock met electronica-invloeden.
Frontman Nico Jacobs speelde eerder bij Orange Black.

## Discografie
- This is Howie (2000 - Labelman)
- Oh dry blue menthol (2002 - Labelman)
- Number why (2006 - Labelman)
- We are open (2009 - Parkland)
- My Belgian friends (2012 - Parkland)
- My III women (Dubbelalbum - 2014 - FONS)
- Nin (2017 - FONS)
- But klim (2019 - FONS)
- Forzetsn tsu drek (2019 - FONS)
- Puki pooki (2019 - FONS)